# Alkatrazz
Alkatrazz war eine britische Hard-Rock- und New-Wave-of-British-Heavy-Metal-Band aus Maidstone, die im Jahr 1980 gegründet wurde und sich 1983 auflöste.

## Geschichte
Die Band entstand aus dem Zerfall der Gruppe Interface. Die Gründung der Band fand im Jahr 1980 statt, wobei sie aus dem Gitarristen Bob Jenner, dem Bassisten Gary Bevan und dem Schlagzeuger Nick Parsons bestand. Als Sänger war Craig Stevens, dessen richtiger Name Craig Pinkney ist, in der Besetzung, der in England geboren worden war, jedoch in Australien gelebt hatte. Nach seiner Rückkehr nach Großbritannien hatte er eine Band gesucht und diese mit Alkatrazz gefunden. Gegen Ende des Jahres wurde das Label RCA Records auf die Band aufmerksam und nahm sie unter Vertrag. Es folgten Auftritte zusammen mit Magnum und Tygers of Pan Tang. Zudem begannen die Arbeiten zum Debütalbum, das im Jahr 1981 unter dem Namen Young Blood erschien. Im selben Jahr wurden aus diesem Album die beiden Lieder Rockin' High und You and the Night als Singles ausgekoppelt. Auf der B-Seite von beiden Singles ist das Lied Run Wild enthalten. Nach der Veröffentlichung des Albums ging es zusammen mit Samson auf Tour, während sich das Album allerdings nur mäßig verkaufte. Ein Jahr später schloss sich das zweite Album Radio 5 an. Auf dem Tonträger ist Jo Julian als Gastkeyboarder zu hören. Julian produzierte zudem das Album und produzierte später auch Paul Samsons Album Joint Forces. Als Single erschien im selben Jahr Think It Over. Im Sommer desselben Jahres wurde die Band in die BBC Studios eingeladen, um Aufnahmen für die Friday Rock Show anzufertigen, die am 6. August 1982 ausgestrahlt wurde. Als Bassist war hierbei nicht mehr Gary Bevan, sondern Philip Tame vertreten. Zudem war als neues Mitglied der Keyboarder Kirk Pinkney in der Besetzung. Die beginnende Instabilität der Besetzung trug zur Auflösung der Band im Jahr 1983 bei.

## Stil
Malc Macmillan beschrieb in The N.W.O.B.H.M. Encyclopedia die Gruppe als zwar talentierte allerdings wenig innovative Rockband. Musikalisch sei sie mit den RCA-Labelkollegen Grand Prix vergleichbar. Die Lieder Rockin' High, You and the Night, Deadline und Crazy Dancer vom Debütalbum Young Blood würden an Bands wie Mother’s Ruin, Def Leppard und Lautrec erinnern. Run Wild hingegen sei kraftvoller und rufe Erinnerung an einige Lieder des Debütalbums von Spartan Warrior wach. Nach dem geringen Erfolg des Debütalbums habe man versucht sich mit Radio 5 vom Stil des ersten Albums durch kommerziellere Lieder wegzubewegen. Lieder wie Long Time No Love und Short Change würden die Band davor bewahren wie Survivor-Wannabees zu klingen. Insgesamt klinge das Album nach Def Leppard, allerdings mehr nach Pyromania als nach On Through the Night. Im Buch The Ultimate Hard Rock Guide Vol I – Europe wird die Gruppe als Heavy-Rock-Band bezeichnet. Eduardo Rivadavia von Allmusic bezeichnete die Musik auf den beiden Alben als uninteressanten Hard Rock. The International Encyclopedia of Hard Rock and Heavy Metal von Tony Jasper und Derek Oliver bezeichnete die Musik als melodischen Hard Rock und als eine Mischung aus UFO und April Wine. Mit dem zweiten Album habe die Band verstärkt US-amerikanische Einflüsse eingearbeitet.

## Diskografie
- 1981: Young Blood (Album, RCA Records)
- 1981: Rockin' High (Single, RCA Records)
- 1981: You and the Night (Single, RCA Records)
- 1982: Radio 5 (Album, RCA Records)
- 1982: Think It Over (Single, RCA Records)